# Scatola
Scatola (Caja) es un single de la cantante italiana Laura Pausini, publicado el 20 de enero de 2022.

## Descripción
El texto ha sido escrito de Laura Pausini y Madame, la música de DJ Shablo, Luca Faraón, Laura Pausini y Madame. La canción ha sido adaptada y traducido en lengua española de la cantante con el título Caja. En la canción Laura Pausini habla sobre ella misma de adolescente.
La canción es la columna sonora de la película-documental Laura Pausini: Piacere di conoscerti dirigido por Ivan Cotroneo, disponible desde el 7 de abril de 2022 en Prime Vídeo.

## Promoción
La canción ha sido publicada el 20 de enero de 2022 a las 20:00 de cada país correspondiente y el vídeoclip fue presentado en algunas plazas incónicas listadas a continuación, a través de un filmado en 3D con el apoyo de Prime Vídeo.
- Roma, Plaza Navona
- Milán, Corrido Garibaldi
- Madrid, Plaza del Callao
- París, Torre Eiffel
- New York, Times Square
- Miami, Bay Side
- Brasilia, Asa Norte Boulevard
- Ciudad del México, numerosas pantallas en varios puntos de la ciudad

Laura Pausini cantó 'Scatola' en vivo por primera vez el 2 de febrero de 2022 en la segunda velada del 72.º Festival de Sanremo.

## Vídeo musical
En contemporánea con la salida del único ha sido publicado sobre el canal YouTube de la Warner Music Italy el Visual Art Vídeo de la canción (en lengua italiana y en lengua española). El videoclip verdadero y propio ha estado en cambio rendido disponible el 26 de febrero de 2021 sobre el canal YouTube de la Warner Music Italy.
El videoclip ha sido dirigido por los cineastas Antonio Usbergo y Niccolò Celaia de YouNuts!, con algunas imágenes extraídas del documental Laura Pausini: Piacere di conoscerti.
En el vídeo Laura Pausini se encuentra a sí misma y dialoga con la joven que era, interpretada por Cezara Zeka.